# غايل (ستريت فايتر)
غايل هو شخصية في سلسلة ستريت فايتر وهي ألعاب فيديو قتالية المملوكة لكابكوم. وهو أحد الشخصيات الثمان الأصلية في لعبة ستريت فايتر II سنة 1991. هو أحد أفراد القوات الجوية الأمريكية، وهو يسعى للانتقام لمقتل صديقه في سلاح الجو «تشارلي» على يد الديكتاتور ام. بايسون. هو أحد أكثر الشخصيات شعبية في هذه السلسلة.